# Johann Daniel Wilhelm von Geyer
Johann Daniel Wilhelm Geyer, ab 1737 von Geyer (* 1704 in Dresden; † 23. November 1769 auf der Festung Königstein) war ein kursächsischer Generalmajor und bestallt gewesener Kommandant der Festung Königstein.

## Leben
Geyer stammte aus einer pfälzischen Familie und war der Sohn des in Regensburg gebürtigen Arztes Johann Daniel Geyer. Nach dem Besuch der Kreuzschule in Dresden schlug er nach anfänglichem Zögern eine Militärlaufbahn ein, in der er bis zum Generalmajor im Dienst der Wettiner aufstieg. Als Hauptmann im Regiment „Sachsen-Weißenfels“ erhielt er am 15. Juli 1737 die kaiserliche Verleihung des erblichen Reichsadelsstandes. Er besaß das Rittergut Merschwitz.
1761 erfolgte seine Beförderung zum Generalmajor mit gleichzeitiger interimistischer Übertragung der Leitung des kursächsischen Ingenieurkorps, dem er bis 1763 vorstand. Von 1763 bis 1768 war Geyer Festungsingenieur auf dem Königstein.
Nach dem Tod von Christian Ludwig von Nitzschwitz wurde er Kommandant der Festung Königstein, starb aber nach nur wenigen Monaten im Alter von 65 Jahren.
Er war verheiratet mit Louisa Augusta geb. von Funcke, Tochter des braunschweigischen Klosterrats Johann Heinrich von Funcke.